# Leichtathletik-Weltmeisterschaften 1991/800 m der Frauen

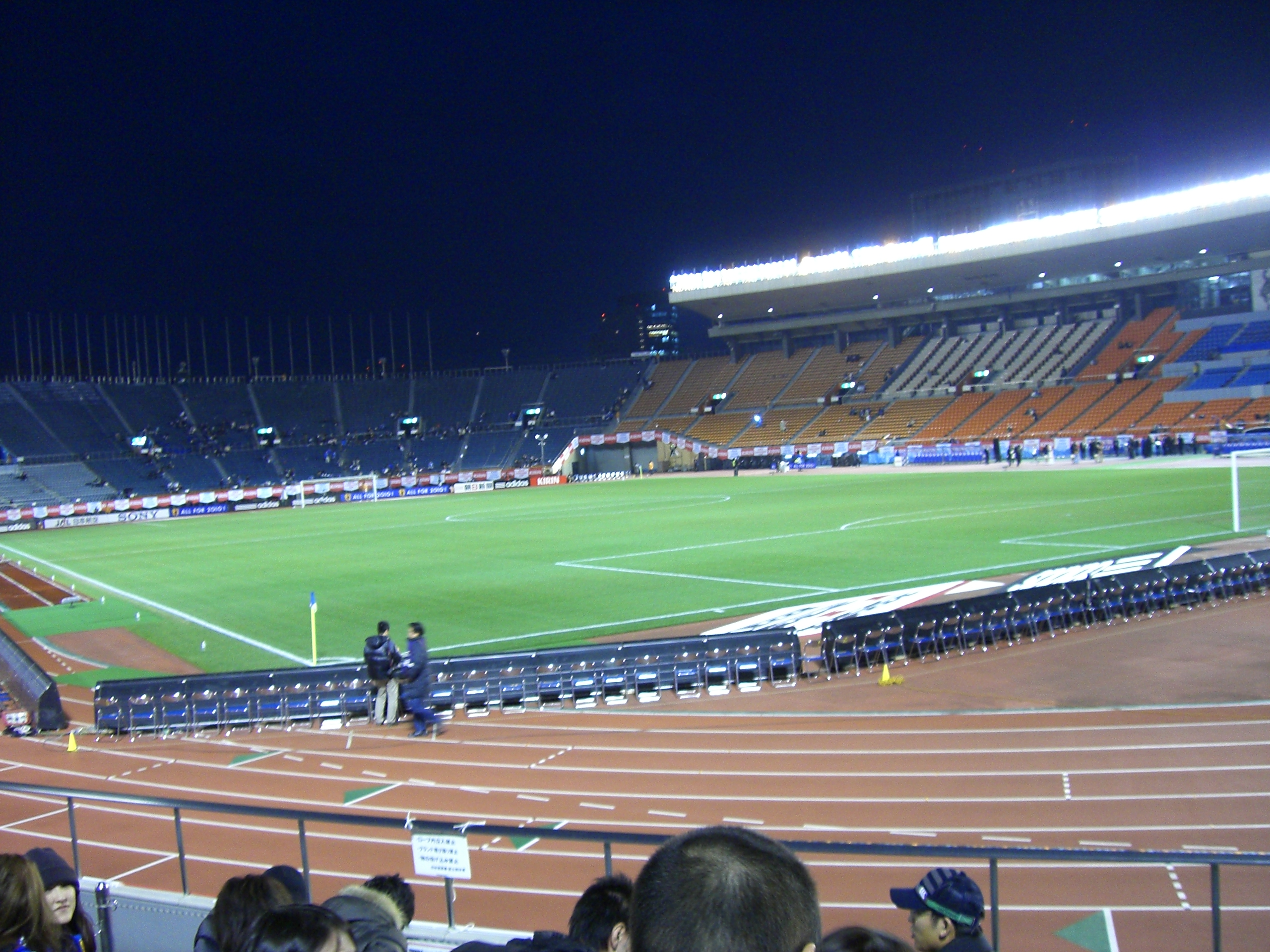
Das Olympiastadion in Tokio im Jahr 2008

Der 800-Meter-Lauf der Frauen bei den Leichtathletik-Weltmeisterschaften 1991 wurde vom 24. bis 26. August 1991 im Olympiastadion der japanischen Hauptstadt Tokio ausgetragen.
Weltmeisterin wurde die sowjetische EM-Dritte von 1990 Lilija Nurutdinowa. Sie gewann vor der vierfachen Siegerin der Panamerikanischen Spiele (1987/1991 jeweils 400 und 800 Meter) Ana Fidelia Quirot aus Kuba. Bronze ging an die Rumänin Ella Kovacs.
Die Abstände in diesem Finale waren vor allem unter den ersten vier Läuferinnen äußerst eng. Vizeweltmeisterin Ana Fidelia Quirot hatte nur fünf Hundertstelsekunden Rückstand auf die Siegerin Lilija Nurutdinowa, die Bronzemedaillengewinnerin Ella Kovacs lag nur weitere drei Hundertstelsekunden zurück. Maria de Lurdes Mutola folgte mit nur weiteren fünf Hundertstelsekunden auf Platz vier.

## Bestehende Rekorde
| Weltrekord               | 1:53,28 min | Jarmila Kratochvílová | München, BR Deutschland       | 26. Juli 1983  |
| Weltmeisterschaftsrekord | 1:54,68 min | Jarmila Kratochvílová | WM 1983 in Helsinki, Finnland | 9. August 1983 |

Der bestehende WM-Rekord wurde bei diesen Weltmeisterschaften nicht eingestellt und nicht verbessert.
Die fünftplatzierte Letitia Vriesde aus Suriname stellte im Finale am 26. August mit 1:58,25 min einen neuen Südamerikarekord auf.

## Vorrunde
24. August 1991, 17:35 Uhr
Die Vorrunde wurde in fünf Läufen durchgeführt. Die ersten beiden Athletinnen pro Lauf – hellblau unterlegt – sowie die darüber hinaus sechs zeitschnellsten Läuferinnen – hellgrün unterlegt – qualifizierten sich für das Halbfinale.

### Vorlauf 1
| Platz | Name               | Nation         | Zeit (min) |
| ----- | ------------------ | -------------- | ---------- |
| 1     | Ella Kovacs        | Rumänien       | 2:01,06    |
| 2     | Ann Williams       | Großbritannien | 2:01,44    |
| 3     | Maria Figueirêdo   | Brasilien      | 2:01,71    |
| 4     | Joetta Clark       | USA            | 2:01,81    |
| 5     | Tuuli Merikoski    | Finnland       | 2:03,84    |
| 6     | Gabriella Dorio    | Italien        | 2:04,54    |
| 7     | Nana-Kaddine Thera | Mali           | 2:30,77    |

### Vorlauf 2
| Platz | Name                | Nation      | Zeit (min) |
| ----- | ------------------- | ----------- | ---------- |
| 1     | Swetlana Masterkowa | Sowjetunion | 2:04,52    |
| 2     | Charmaine Crooks    | Kanada      | 2:04,60    |
| 3     | Meredith Rainey     | USA         | 2:04,84    |
| 4     | Mitica Constantin   | Rumänien    | 2:06,53    |
| 5     | Sharon Stewart      | Australien  | 2:08,72    |
| 6     | Mantokaone Pitso    | Lesotho     | 2:24,63    |
| DNS   | Shermaine Ross      | Grenada     |            |

### Vorlauf 3

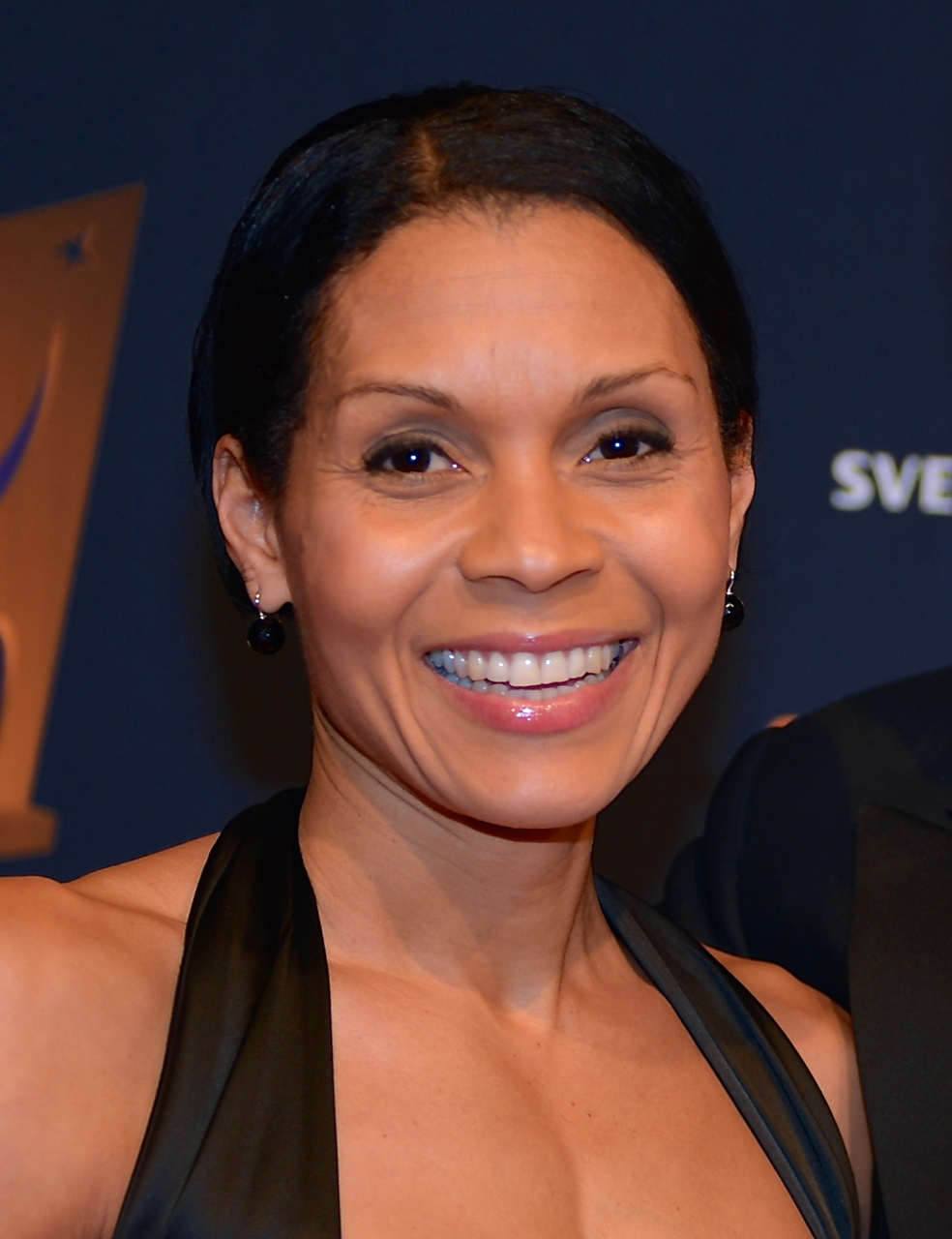
Als Vierte ihres Vorlaufs verpasste Maria Akraka (hier im Jahr 2014) den Einzug in die nächste Runde

| Platz | Name                   | Nation      | Zeit (min) |
| ----- | ---------------------- | ----------- | ---------- |
| 1     | Maria de Lurdes Mutola | Mosambik    | 2:00,86    |
| 2     | Ana Fidelia Quirot     | Kuba        | 2:00,88    |
| 3     | Sigrun Grau            | Deutschland | 2:00,99    |
| 4     | Maria Akraka           | Schweden    | 2:02,58    |
| 5     | Mayte Zúñiga           | Spanien     | 2:03,24    |
| 6     | Edith Nakiyingi        | Uganda      | 2:05,19    |
| DNS   | Dawne Williams         | Dominica    |            |

### Vorlauf 4
| Platz | Name               | Nation                  | Zeit (min) |
| ----- | ------------------ | ----------------------- | ---------- |
| 1     | Delisa Floyd       | USA                     | 2:00,05    |
| 2     | Birthe Bruhns      | Deutschland             | 2:00,11    |
| 3     | Lilija Nurutdinowa | Sowjetunion             | 2:00,13    |
| 4     | Lorraine Baker     | Großbritannien          | 2:01,22    |
| 5     | Ellen van Langen   | Niederlande             | 2:02,02    |
| 6     | Aisling Molloy     | Irland                  | 2:02,31    |
| 7     | Sharmaine Williams | Turks- und Caicosinseln | 3:00,97    |

### Vorlauf 5
| Platz | Name              | Nation             | Zeit (min) |
| ----- | ----------------- | ------------------ | ---------- |
| 1     | Christine Wachtel | Deutschland        | 2:01,45    |
| 2     | Letitia Vriesde   | Suriname           | 2:01,51    |
| 3     | Milena Strnadová  | Tschechoslowakei   | 2:01,95    |
| 4     | Inna Jewsejewa    | Sowjetunion        | 2:03,09    |
| 5     | Tudorița Chidu    | Rumänien           | 2:03,81    |
| 6     | Elsa Amaral       | Portugal           | 2:03,83    |
| 7     | Paula Fryer       | Großbritannien     | 2:04,64    |
| 8     | Sylene Blake      | Nördliche Marianen | 2:51,71    |

## Halbfinale
25. August 1991, 19:20 Uhr

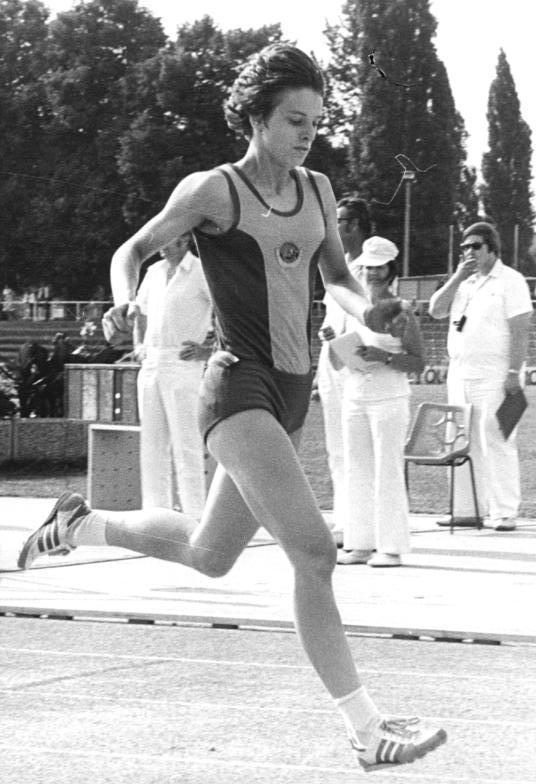
Titelverteidigerin Sigrun Grau, frühere Sigrun Wodars, 1988 Olympiasiegerin, 1990 Europameisterin und 1986 Vizeeuropameisterin, trat im Halbfinale nicht an

In den beiden Halbfinalläufen qualifizierten sich die jeweils ersten vier Athletinnen – hellblau unterlegt – für das Finale.

### Halbfinallauf 1

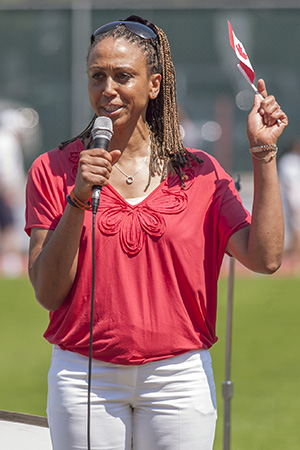
Charmaine Crooks (Foto: 2013) wurde Sechste ihres Halbfinallaufs und schied damit aus

| Platz | Name               | Nation           | Zeit (min) |
| ----- | ------------------ | ---------------- | ---------- |
| 1     | Ana Fidelia Quirot | Kuba             | 2:00,08    |
| 2     | Ella Kovacs        | Rumänien         | 2:00,13    |
| 3     | Lilija Nurutdinowa | Sowjetunion      | 2:00,13    |
| 4     | Ann Williams       | Großbritannien   | 2:00,30    |
| 5     | Milena Strnadová   | Tschechoslowakei | 2:00,47    |
| 6     | Maria Figueirêdo   | Brasilien        | 2:01,53    |
| 7     | Joetta Clark       | USA              | 2:02,35    |
| DNS   | Sigrun Grau        | Deutschland      |            |

### Halbfinallauf 2
| Platz | Name                   | Nation         | Zeit (min) |
| ----- | ---------------------- | -------------- | ---------- |
| 1     | Christine Wachtel      | Deutschland    | 1:59,10    |
| 2     | Letitia Vriesde        | Suriname       | 1:59,15    |
| 3     | Swetlana Masterkowa    | Sowjetunion    | 1:59,15    |
| 4     | Maria de Lurdes Mutola | Mosambik       | 1:59,29    |
| 5     | Birthe Bruhns          | Deutschland    | 1:59,93    |
| 6     | Charmaine Crooks       | Kanada         | 2:00,63    |
| 7     | Lorraine Baker         | Großbritannien | 2:01,32    |
| DSQ   | Delisa Floyd           | USA            |            |

## Finale

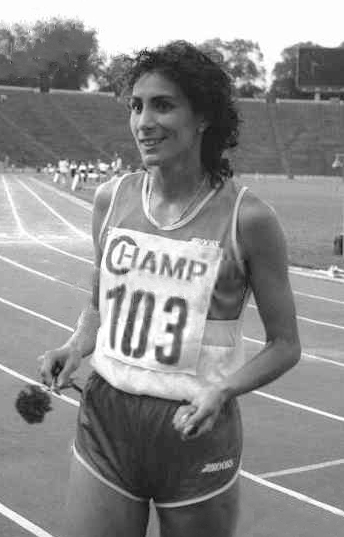
Bronzemedaillengewinner Ella Kovacs
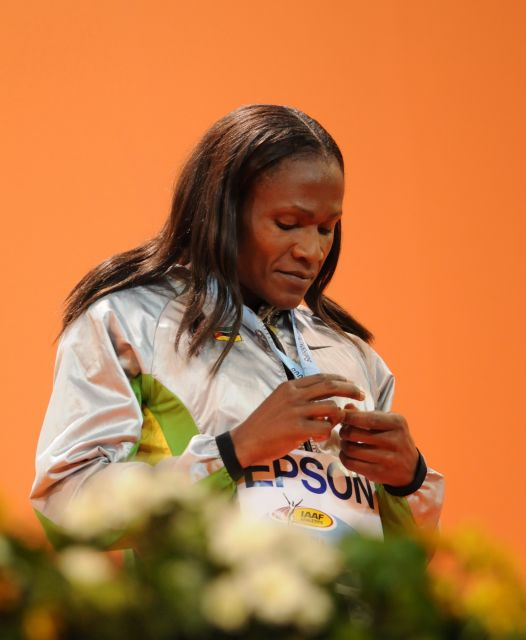
Nur um fünf Hundertstelsekunden verpasste Maria Mutola (hier im Jahr 2008) als Vierte eine Medaille – sie hatte noch viele Siege und Medaillengewinne vor sich
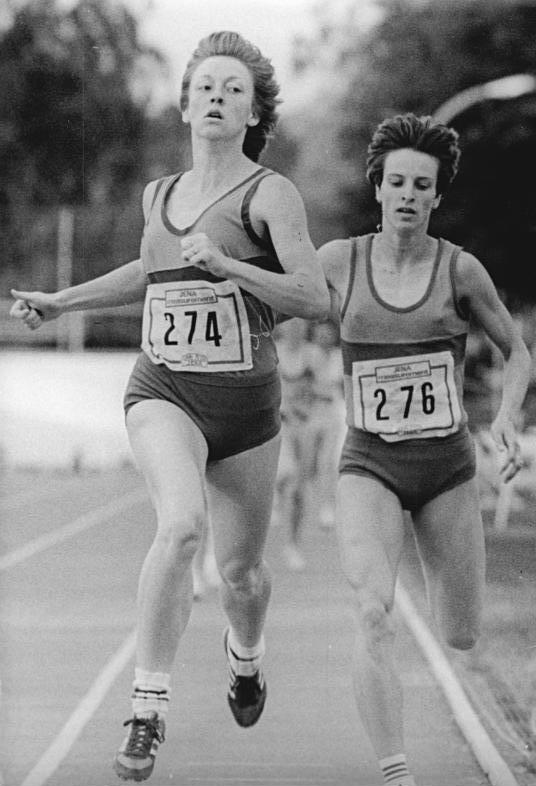
Christine Wachtel – bei früheren Großereignissen immer wieder auf Rang zwei (WM 1987/OS 1988/EM 1990) – kam diesmal auf den sechsten Platz

26. August 1991, 20:10 Uhr
| Platz | Name                   | Nation         | Zeit (min) |
| ----- | ---------------------- | -------------- | ---------- |
| 1     | Lilija Nurutdinowa     | Sowjetunion    | 1:57,50    |
| 2     | Ana Fidelia Quirot     | Kuba           | 1:57,55    |
| 3     | Ella Kovacs            | Rumänien       | 1:57,58    |
| 4     | Maria de Lurdes Mutola | Mosambik       | 1:57,63    |
| 5     | Letitia Vriesde        | Suriname       | 1:58,25 SR |
| 6     | Christine Wachtel      | Deutschland    | 1:58,90    |
| 7     | Ann Williams           | Großbritannien | 2:01,01    |
| 8     | Swetlana Masterkowa    | Sowjetunion    | 2:02,92    |

## Video
- Women's 800m Final World Champs in Tokyo 1991 auf youtube.com, abgerufen am 29. April 2020